# Фронт освобождения Оромо
Фронт освобождения Оромо (оромо Adda Bilisummaa Oromoo) — повстанческая группировка, действовавшая в 1973—2018 годах на территории Эфиопии. Своей главной целью организация декларировала борьбу за самоопределение народа оромо и его свободу от «абиссинского колониального правления».
Фронт был создан оромскими националистами в 1973 году. Во время гражданской войны в Эфиопии организация вела активные боевые действия против Дерга. После падения этого военно-социалистического правительства Фронт продолжил свою борьбу против эфиопских властей.
В 2018 году парламент Эфиопии исключил организацию из списка террористических, в который она была внесена в 2011 году. В августе 2018 года президент региона Оромия Лемма Мергеса и лидер Фронта освобождения Оромо Давуд Ибса подписали соглашение о прекращении военных действий.